# ریدر بولارد
ریدر ویلیام بولارد (زادهٔ ۵ دسامبر ۱۸۸۵ م. درگذشته ۲۴ مه ۱۹۷۶)، از ۱۹۴۲ تا ۱۹۴۶ سفیر انگلیس در ایران بود. بولارد در کشورهای دیگری مثل عراق، شوروی، یونان و عربستان هم سمت‌های دیپلماتیک داشت و نویسنده چندین کتاب می‌باشد.

## تولد و تحصیلات اولیه
ریدر بولارد در آذر ماه (۵ دسامبر) ۱۸۸۵ م. در حومه لندن متولد شد. پدرش کارگر بارانداز بود. تحصیلات اولیه خود را در مدرسه بنکرافت∗ در شمال شرق لندن به پایان رساند و در کمبریج دو سال به کالج کوئینز رفت. در ۱۹۰۶ وارد بخش کنسولی آسیای غربی وزارت خارجه انگلستان شد. در آغاز تحصیلات دانشگاهی نزد ادوارد براون، شرق‌شناس سرشناس، عربی و ترکی و پارسی آموخت. مخصوصاً در جریان انقلاب مشروطه، در آن هنگام که ادوارد بروان داستان این خیزش را در لندن پیگیری می‌نمود، بولارد نیز با او همراه بود و توانست دانسته‌های گسترده‌ای دربارهٔ ایران فراهم نماید.

## وزارت خارجه
بولارد در سمت‌های دیپلماتیک مختلفی قرار گرفته بود.

### عثمانی
برای بولارد تنها یک هفته پس از فارغ‌التحصیلی بس بود تا به عنوان معاون کنسولگری انگلیس در عثمانی گمارده شود. از این زمان (۱۹۰۸ م) تا ۱۹۱۴ مشاغل گوناگونی در شهرهای مختلف عثمانی برعهده داشت تا آنکه در این سال سرکنسول بصره شد. در سپتامبر ۱۹۱۸ دو ماه و اندی با پرسی کاکس، وزیرمختار انگلیس در ایران، همکاری داشت و یکبار هم در ژانویه ۱۹۲۰ بخاطر بستن قرارداد گمرکی به ایران آمد. در ۱۹۲۰، یعنی در زمان انقلاب ضد انگلیسی عراق، بولارد فرماندار نظامی بغداد شد و نقش بزرگی در سرکوب خیزش داشت. در ۱۹۲۰ به لندن منتقل و در اداره مستعمرات، بخش خاورمیانه، مشغول بکار شد. در اوت ۱۹۲۱ ازدواج کرد و در ۱۹۲۳ کنسول انگلستان در شهر جده شد. در زمان کنسول بودن او بود که انگلیسی‌ها شریف مکه را از حکومت برداشتند و خانواده ابن سعود را بر عربستان حاکم کردند.

### یونان، حبشه، شوروی و مراکش
پس از موفقیت در جده، بولارد به مقام کنسول انگلیس در آتن ارتقا یافت و سه سال خدمت کرد. در بهار ۱۹۲۸ به‌عنوان کنسول در حبشه به آدیس آبابا رفت تا ۱۹۳۰ که به‌عنوان سرکنسول در مسکو انتخاب شد. و سپس به لنینگراد رفت (از ۱۹۳۱ تا ۱۹۳۴). در ۱۹۳۴ مأمور به مراکش شد. از ۱۹۳۶ تا ۱۹۳۹ مأمور در جده بود که اکنون دیگر کشور عربستان سعودی نامیده می‌شد. بولارد تا دسامبر ۱۹۳۹ (آذر ۱۳۱۸ ه‍.ش) در عربستان خدمت کرد تا آنگاه که به‌عنوان وزیرمختار در ایران منصوب شد و این مقام را تا مارس ۱۹۴۶ (اسفند ۱۳۲۴) نگاه داشت و بازنشسته گردید.

### سفارت در ایران
اهمیت دوران سفارت بولارد در ایران به این دلیل است که بولارد از نقش‌آفرینان اصلی ماجرای استعفای رضاشاه و اشغال ایران در جنگ جهانی دوم بوده است.

## پس از بازنشستگی
در سال ۱۹۵۱، بولارد مدیر مؤسسه مطالعات مستعمراتی در آکسفورد∗ شد و تا سال ۱۹۵۶ ادامه داد. در سال آخر ریاست بولارد، با تغییر وضعیت امپراتوری انگلیس، نام مؤسسه به مؤسسه مطالعات کشورهای همسود∗ تغییر کرد. بولارد همچنین در سال ۱۹۵۳ عضو هیئت رئیسه مدرسه مطالعات شرقی و آفریقایی دانشگاه لندن∗ شد.

## زندگی شخصی
بولارد در سال ۱۹۲۱ میلادی با میریام کاترین (بیدی) نی اسمیت ازدواج کرد که دختر یک استاد تاریخ دانشگاه آکسفورد بود. از بین چهار پسر و یک دختر آنان، ژیلز بولارد∗(۱۹۲۶–۱۹۹۲) و جولین بولارد∗(۱۹۲۸–۲۰۰۶)، دیپلمات های مشهوری شدند.

## آثار
بریتانیا و خاورمیانه (۱۹۵۱)
شترها باید بروند (۱۹۶۱)
خاطرات روزانه در اتحاد شوروی که پس از مرگش تحت عنوان درون روسیه استالینی منتشر شد.
نامه‌های خصوصی او که در ایران تحت عنوان (خاطرات سرریدر ویلیام بولارد سفیر کبیر انگلستان در ایران) بترجمه غلامحسین میرزاصالح و انتشارات طرح نو در ۱۳۷۸ منتشر شد

## معادل‌های انگلیسی
1. ^ Horace Seymour
2. ^ John Le Rougetel
3. ^ Queens’ College
4. ^ Miriam Catherine Smith
5. ^ Bancroft's School
6. ^ Institute of Colonial Studies in Oxford
7. ^ Institute of Commonwealth Studies
8. ^ Oriental and African Studies :SOAS
9. ^  Giles Bullard
10. ^  Julian Bullard

## پی‌نوشت
1. 1 2 3 4 5 6 7 8  مشارکت‌کنندگان ویکی‌پدیا. «Reader Bullard». در [[ویکی‌پدیای (انگلیسی)|دانشنامهٔ ویکی‌پدیای (انگلیسی)]]، بازبینی‌شده در ۲۹ دی ۱۳۹۳.
2. ↑  Lambton, Ann K. S. 1977, p. 130–134.
3. 1 2 3 4  بولارد، شترها باید بروند، ١٤.
4. 1 2 3 4 5  بولارد، شترها باید بروند، ١٥.
5. 1 2  بولارد، شترها باید بروند، ١٦.
6. ↑  بولارد، شترها باید بروند، ٢.
7. 1 2  مشارکت‌کنندگان ویکی‌پدیا. «Institute of Commonwealth Studies, Oxford». در [[ویکی‌پدیای (انگلیسی)|دانشنامهٔ ویکی‌پدیای (انگلیسی)]]، بازبینی‌شده در ۳۰ دی ۱۳۹۳.

## برای مطالعهٔ بیشتر
- بولارد، ریدر ویلیام (۱۳۸۸). نامه‌هایی از تهران: خاطرات سر ریدر ویلیام بولارد سفیر کبیر انگلستان در ایران نامه‌های خصوصی و گزارش‌های محرمانه. ترجمهٔ غلامحسین میرزاصالح. تهران: نگاه معاصر. شابک ۹۷۸-۹۶۴-۷۷۶۳-۸۹-۹.

- "Sir Reader Bullard Collection" (PDF). GB165-0042. St Antony's College, Oxford, UK. Retrieved August 15, 2011.
- "Bullard, Sir Reader (William)". Who's Who, 1956 (108th ed.). London: Adam and Charles Black. 1956. p. 408.